# رصدگاه
رَصَدگاه به محل‌هایی گفته می‌شود که برای رصد پدیده‌های نجومی مانند رؤیت هلال ماه، بارش‌های شهابی و عکاسی نجومی مناسب‌ هستند. به طور معمول واژۀ رصدگاه به عنوان محلی برای رصدهای آماتوری در نظر گرفته می‌شود، تفاوت آن با رصدخانه در این است که تجهیزاتی مانند تلسکوپ ثابت و ... در رصدگاه وجود ندارد.
معمولا محلی که دارای مشخصه‌های زیر باشد به عنوان یک رصدگاه در نظر گرفته می‌شود:
1. امکانات حداقلی برای اقامت و استقرار ابزارهای نجومی
2. آسمان تاریک و بدون آلودگی نوری
3. امنیت برای استقرار در محل

در حال حاضر، بسیاری از کاروانسراها، قلعه‌های قدیمی، اقامتگاه‌های بومگردی و... توسط منجمان آماتور به عنوان رصدگاه مورد استفاده قرار می‌گیرند. دلیل اصلی استفاده از این مکان‌ها، دور بودن از نور شهرها و نبودن آلودگی نوری است.

## برخی رصدگاه‌های مناسب برای رویت هلال ماه
برخی رصدگاه‌های مناسب برای رویت هلال ماه: